# 궤도 작전
궤도 작전(Operation Orbital)은 우크라이나군을 훈련하고 지원하기 위한 영국의 군사 작전의 암호명이다. 이 작전은 2014년 러시아의 크림반도 합병에 대응하여 2015년에 시작되었다. 러시아의 우크라이나 침공을 앞두고 중단되기 전까지 22,000명 이상의 우크라이나 군인에게 훈련을 제공했다. 영국의 주도로 더 큰 다국적 훈련 프로그램인 후속 작전인 오퍼레이션 인터플렉스는 직후 영국에서 시작되었다.

## 배경
2014년, 우크라이나 정부가 유럽 연합 대신 러시아와 더 긴밀한 관계를 맺기로 결정한 후 우크라이나에서 시위와 혁명이 발생했다. 이 불안은 친러시아 성향의 대통령 빅토르 야누코비치의 제거와 페트로 포로셴코가 이끄는 새로운 친서방 정부의 수립으로 이어졌다. 이에 대응하여 우크라이나 일부 지역, 주로 동부의 도네츠크 및 루한스크 (돈바스) 지역과 크림반도에서 친러시아 시위가 일어났다. 러시아는 우크라이나에 대한 분리주의자들의 분쟁을 지원하기 시작했으며, 이는 러시아-우크라이나 전쟁을 촉발시켰다. 2014년 2월에서 3월 사이에 러시아는 또한 크림반도를 침공하고 합병했다. 이러한 행동은 우크라이나, 영국, 유럽 연합, 북대서양 조약 기구 및 미국에 의해 국제법 위반으로 비난받았다. 영국은 서방 동맹국들과 협력하여 러시아에 대한 경제 제재를 부과했다.

## 역사
2015년 2월, 데이비드 캐머런 총리는 영국이 우크라이나군에 의료, 물류, 정보 및 보병 기술을 훈련시키기 위해 30명의 병력을 파견하고 있다고 발표했다. 이는 최대 75명의 병력이 제공하는 더 큰 훈련 프로그램에 앞선 것이었다. 이 병력은 두 달마다 교체되었고, 지휘 및 통제는 6개월마다 교체되었다. 오퍼레이션 오비탈이라는 암호명으로 진행된 이 훈련 임무의 목표는 우크라이나군이 우크라이나의 영토 무결성을 더 잘 방어할 수 있도록 역량을 강화하는 것이었다. 이 작전은 합동 다국적 훈련단-우크라이나 (JMTG-U)의 일원인 다른 국가들의 훈련 임무와 동시에 진행되었다.
영국의 훈련 임무는 동부 분쟁 지역에서 벗어나 진행되었으며, 주로 영국 육군 소속의 단기 훈련팀 (STTT)으로 일하는 약 100명의 영국 군인들이 참여했다. 이 팀들은 우크라이나 수도 키이우에 본부를 둔 본부 직원이 조율하고 이끌었다. 훈련은 보병, 의료, 물류, 대(對) IED, 리더십, 계획 및 해상 (잠수, 소방, 손상 통제 및 해상 감시) 기술에 중점을 두었다.
2018년에 영국은 오퍼레이션 오비탈의 범위를 영국 왕립 해군 및 영국 왕립 해병대 인력으로 구성된 팀이 제공하는 해상 훈련으로 확대했다. 같은 해에 제3 라이플스 대대 (3 RIFLES) 대원들이 훈련 제공에 참여했다.
2019년 11월, 영국 국방부는 약 17,500명의 우크라이나 군인을 훈련시켰다고 발표했다. 또한 작전을 3년 연장한다고 발표했다.
이 작전은 2019년에 시작된 코로나19 범유행 기간 동안 일시적으로 중단되었다. 이 중단은 2020년 8월에 해제되었다. 2020년 9월, 국방부 장관 벤 월러스는 영국이 해상 훈련 이니셔티브를 포함하도록 지원을 확대하고 있으며, 이는 스웨덴, 캐나다 및 덴마크 해군 인력과 함께 영국 해군 인력이 우크라이나에 해상 훈련 및 지원을 제공하는 것을 의미한다고 발표했다.
오퍼레이션 오비탈의 목표를 더욱 지원하기 위해 영국과 우크라이나는 육해공에서 공동 훈련 기회를 통해 유대를 강화했다. 이 훈련 중 하나인 합동 노력 훈련은 영국 육군 제16공중강습여단의 250명 공수부대원을 우크라이나에 공수하는 것을 포함했다. 그들은 10여 년 만에 영국 최대 규모의 낙하산 강하로 영국에서 3일 이내에 직접 비행했다. 우크라이나 제80공중강습여단의 우크라이나 공수부대원들이 훈련에 참가했다.
2021년 10월, 영국 공군 연대 및 영국 공군 헌병대 인력이 공군 중심의 전력 보호 훈련을 지원하기 위해 파견되었다.

### 중단
2022년 2월, 러시아-우크라이나 국경에 러시아군이 증강되고 임박한 러시아 침공에 대한 우려가 커지는 가운데, 영국은 NLAW 미사일을 포함한 대전차 무기를 우크라이나에 공급하기 시작했다. 영국군 인력팀은 오퍼레이션 오비탈의 틀 안에서 무기 사용법 훈련을 제공하기 위해 파견되었다. 약 2,000발의 미사일이 영국 왕립 공군에 의해 C-17 글로브마스터 III 수송기를 사용하여 우크라이나로 공수되었다. 보잉 RC-135를 포함한 영국 공군 감시 항공기도 러시아 지상 이동에 대한 정보 수집에 참여했다.
2022년 2월 17일, 영국은 러시아의 "예고 없는" 공격에 대한 우려로 훈련 작전을 종료했다고 발표했다. 우크라이나는 북대서양 조약 기구 회원국이 아니므로 영국은 다른 북대서양 조약 기구 회원국들과 함께 직접적인 전투 역할에서 러시아에 맞서 우크라이나를 방어하지 않을 것이라고 발표했다. 영국은 에스토니아 주둔 병력을 두 배로 늘리고, 지중해에 함정을 파견하며, 키프로스의 RAF 아크로티리에 추가 항공기를 파견하여 북대서양 조약 기구의 동부 측면을 강화하는 데 일조했다. 약 1,000명의 병력도 폴란드 난민 지원이 필요한 경우를 대비하여 대기 상태에 놓였다.
작전 종료 시까지 22,000명의 우크라이나 군인에게 성공적으로 훈련을 제공했다.
2022년 5월, 영국 국방부 장관 벤 월러스는 이 작전이 일시적으로 "중단"되었을 뿐이며 전쟁이 끝나면 재개될 수 있다고 밝혔다.

## 유산 및 지속적인 지원
영국은 2022년 7월 9일 오퍼레이션 인터플렉스에 따라 훈련 노력을 영국으로 이전했다. 이 작전의 초기 목표는 120일마다 최대 10,000명의 우크라이나인을 훈련시키는 것이었지만, 국제 파트너들이 제공하는 교관 수가 증가함에 따라 이 목표는 증가할 가능성이 높다.
영국은 훈련 프로그램 외에도 군사 및 인도적 지원 형태로 우크라이나에 지원을 제공했다. 영국은 치명적인 군사 지원을 제공한 최초의 유럽 국가이며, 그 기부에는 장갑차, 대전차 무기, 대공 무기 및 포병이 포함된다. 킬 세계경제연구소에 따르면 영국은 우크라이나에 군사 지원을 제공하는 세계에서 두 번째로 큰 기부국이다.
왕립합동군사연구소 (RUSI)에 따르면, 영국의 훈련 및 군사 지원은 지속적으로 좋은 평가를 받았으며, 우크라이나 인력은 영국군 상대방이 제공하는 교육의 전문성과 품질을 일상적으로 칭찬했다. 2022년 3월 19일, 우크라이나의 저항으로 러시아의 침공이 정체되기 시작했을 때, 전 우크라이나 대통령 페트로 포로셴코는 영국 교관들을 칭찬하며 다음과 같이 말했다. "우크라이나를 더 강하게 만드는 데 도움을 준 모든 영국 교관에게 감사한다. 푸틴을 막을 수 있는 능력은 우리의 성과일 뿐만 아니라, 우크라이나군을 준비시키기 위해 우리와 어깨를 나란히 한 영국 군인, 장교들의 성과이다. 그 결과는 인상적이다".

## 같이 보기
- 영국-우크라이나 관계
- 오퍼레이션 유니파이어, 병행 캐나다 훈련 임무
- 다국적 합동위원회